# Taip Ramadani
Taip Ramadani (ur. 1 stycznia 1972 w Sydney) – australijski piłkarz ręczny oraz trener piłkarzy ręcznych pochodzenia albańskiego, w latach 1994–2009 reprezentant Australii, trener reprezentacji Australii (2009–2013, od 2021) i Kosowa (2016–2021). W 2000 roku wziął udział w Letnich Igrzyskach Olimpijskich.